# Lokot
Lokot (německy Neulakot) je malá vesnice, část města Rychnov nad Kněžnou. Nachází se asi 2,5 km na západ od Rychnova nad Kněžnou. V roce 2009 zde bylo evidováno 42 adres. V roce 2001 zde trvale žilo 79 obyvatel.
Lokot leží v katastrálním území Lipovka u Rychnova nad Kněžnou o výměře 7,89 km2.

## Galerie

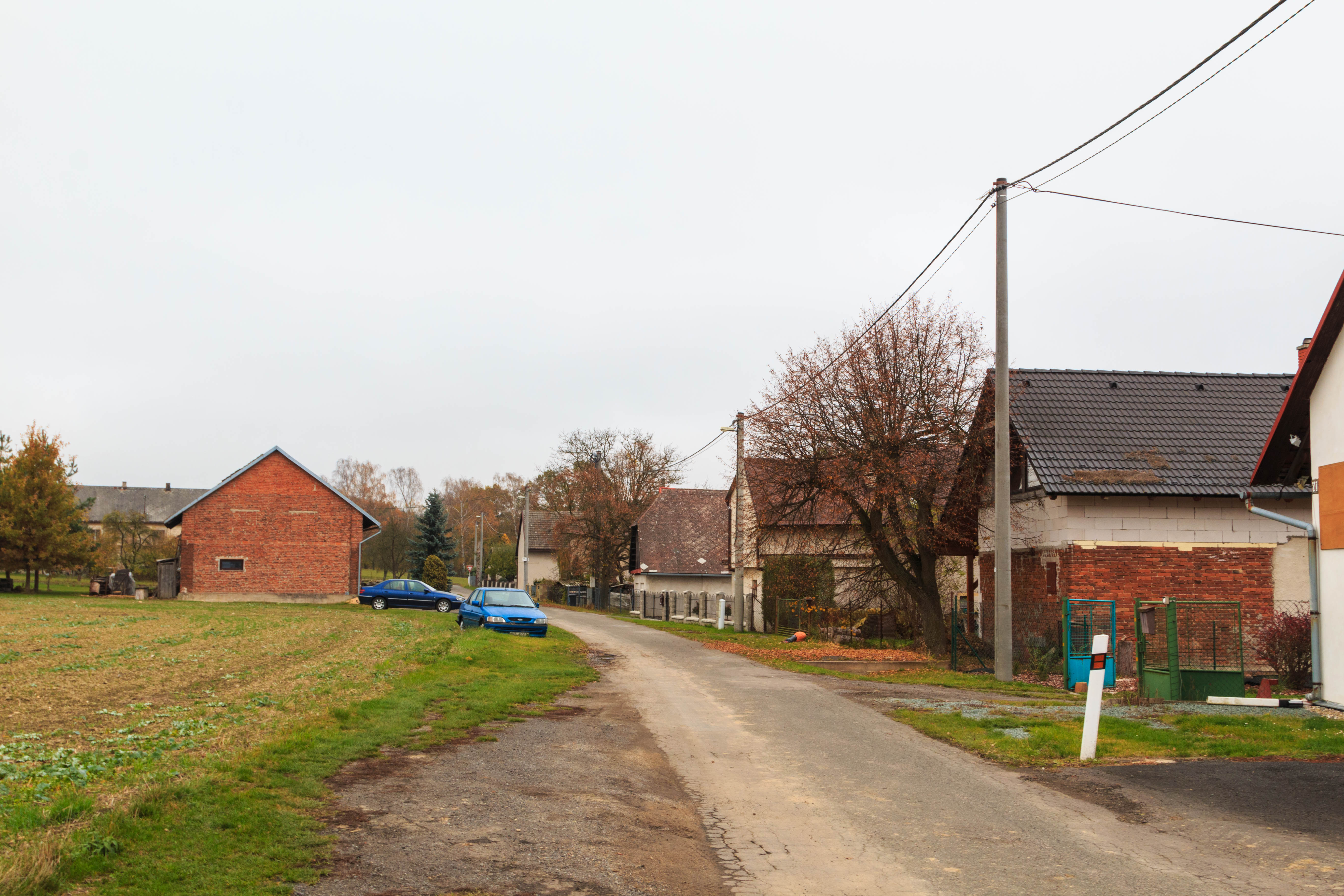
Lokot - čp. 70
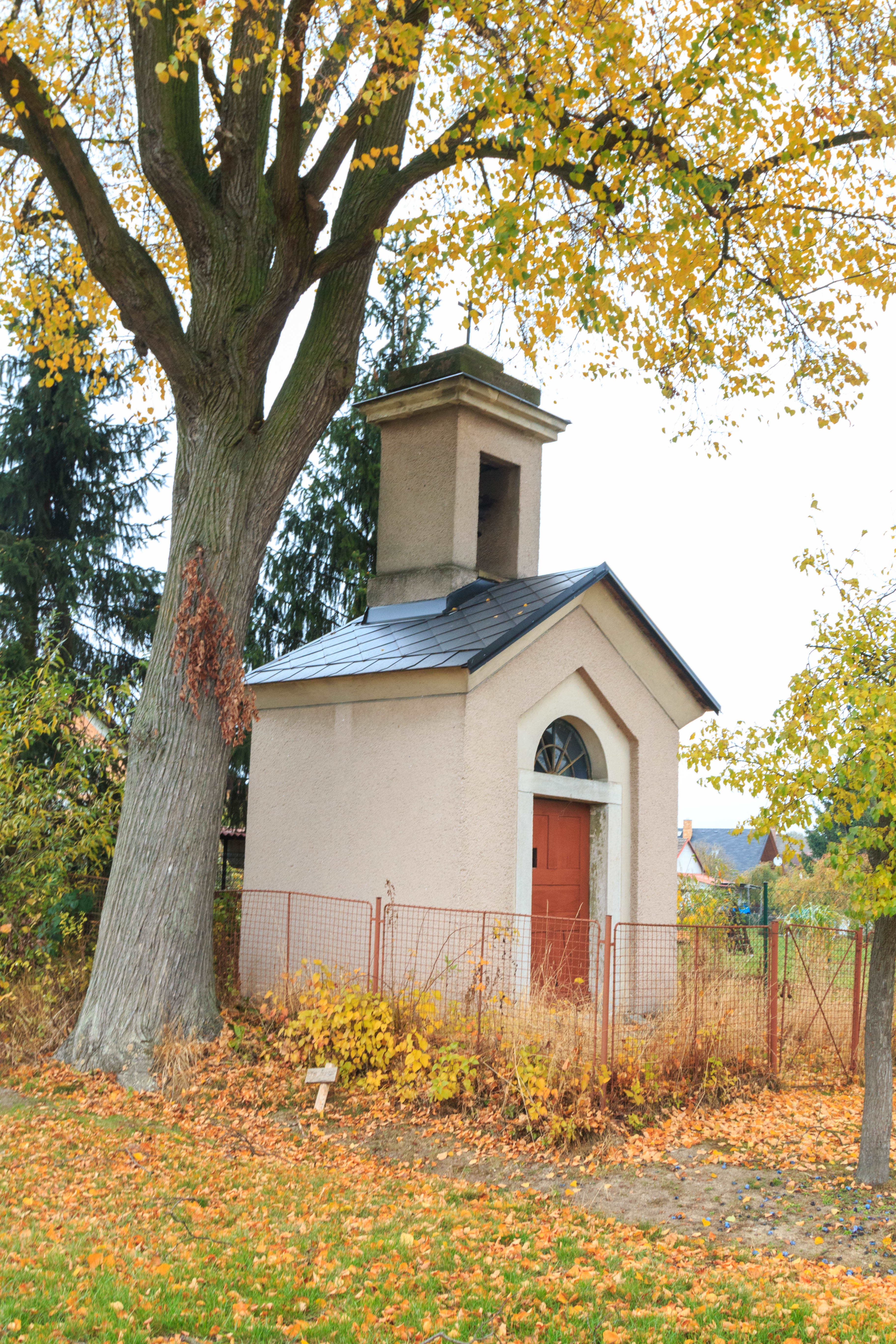
Lokot - kaplička
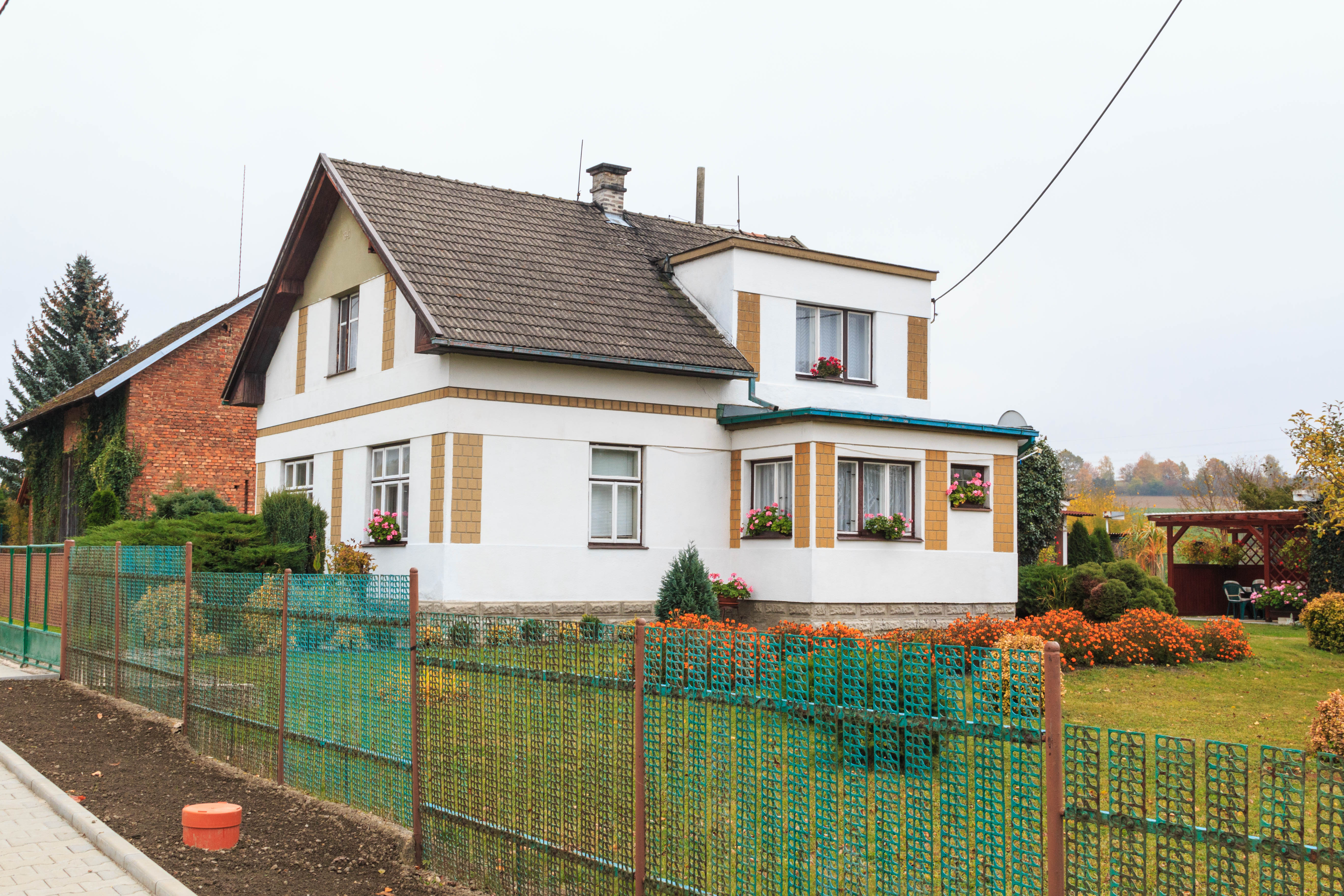
Lokot - čp. 91
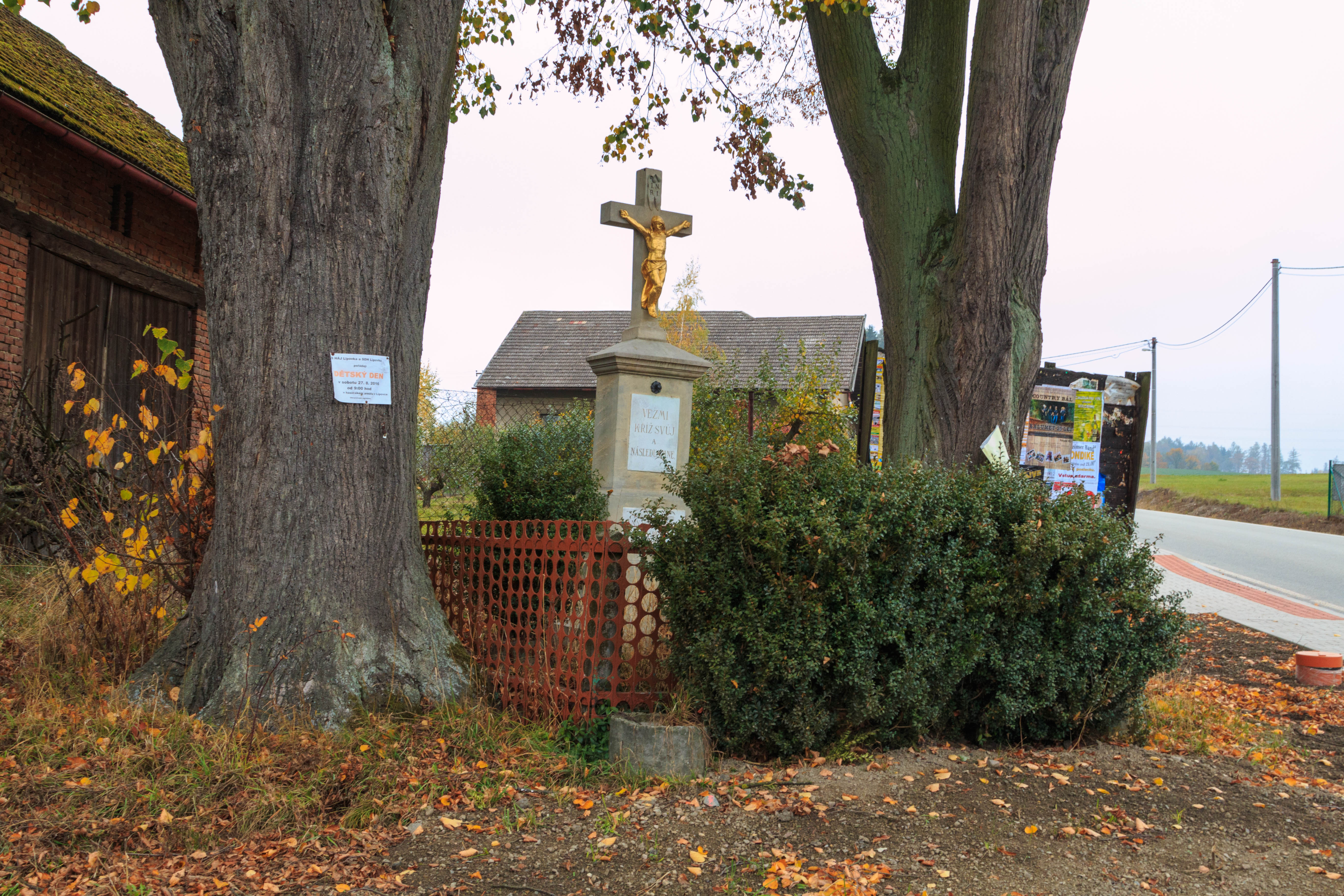
Lokot - křížek